# Alí Rezá Pahlaví
Princ Alí Rezá Pahlaví (28. dubna 1966 – 4. ledna 2011) byl člen císařské dynastie Pahlaví. Byl mladším synem posledního císaře (šáha) Muhammada Rezá Pahlavího a jeho třetí ženy císařovny Farah.

## Životopis
Alí Rezá Pahlaví se narodil 28. dubna 1966. Po absolvování základní školy v Íránu se přestěhoval do USA, kde na Princetonské univerzitě získal titul Bachelor of Arts (BA), poté na Columbia University titul Master of Arts (MA), a v době své smrti studoval na Harvardově univerzitě staroíránské dějiny (student PhD) a filologii.
Blízcí lidé popisují Alího Rezá jako "laskavého" a "skromného" s vojenskou disciplínou odpovídající jeho královskému vychování. V roce 2001 se zasnoubil se Sarah Tabatabai, ale vztah nějaký čas poté zřejmě skončil. Byl zvolen nejsympatičtějším princem světa.

### Smrt
4. ledna 2011 noviny přinesly zprávu, že Alí Rezá Pahlaví zemřel ve svém bostonském bytě, zřejmě důsledkem sebevraždy. Byl nalezen ve svém bytě po nahlášeném výstřelu z pistole. Nicméně někteří vyšetřovatelé se domnívají, že mohlo jít o vraždu. The Washington Post informoval o bouřlivé reakci a vyjádření veřejného smutku mezi íránskými emigranty. Na stránkách jeho bratra Rézy vyšlo oficiální prohlášení: "S hlubokým zármutkem sdělujeme našim krajanům, že princ Alí Rezá Pahlaví nás navždy opustil".
Dle mluvčího Ahmada Oveyssiho se rodina o smrti dozvěděla v úterý ve 2:30 ráno. PRNewswire přinesl zprávu, že rodina Pahlaví sdělila: "Jeho Císařská Výsost princ Alí Rezá Pahlaví Íránský, syn posledního íránského šáha a Její Výsosti císařovny Farah Pahlaví, zemřel v ranních hodinách 4. ledna v Bostonu. Pozůstalí, jeho matka, Její Výsost Farah Pahlaví, jeho starší bratr Rezá, jeho sestra Farahnáz a jeho nevlastní sestra Šáhnáz... Princ Alí Rezá byl inteligentní, citlivý, loajální a hluboce oddaný íránskému lidu, stejně jako své rodině a přátelům. Jeho vědomosti, moudrost a smysl pro humor nám budou velmi chybět a budou stále připomínány."